# Jarčujak
Jarčujak (cirill betűkkel Јарчујак), település Szerbiában, a Raškai körzet Kraljevoi községében.

## Népesség
- 1948-ban 597 lakosa volt.
- 1953-ban 611 lakosa volt.
- 1961-ben 847 lakosa volt.
- 1971-ben 1 328 lakosa volt.
- 1981-ben 709 lakosa volt.
- 1991-ben 594 lakosa volt.
- 2002-ben 836 lakosa volt, akik közül 811 szerb (97%), 6 montenegrói, 4 jugoszláv, 1 macedón, 1 szlovák és 13 ismeretlen.